# Greta incas
Greta incas är en fjärilsart som beskrevs av Felix Bryk 1953. Greta incas ingår i släktet Greta och familjen praktfjärilar. Inga underarter finns listade i Catalogue of Life.